# Renault Rodeo
O Rodeo é um modelo de automóvel de tamanho compacto de teto removível produzido pela Renault entre 1970 e 1987.